# الموسيقى في فلسطين
الموسيقى الفلسطينية هي جزء من الموسيقى العربية وموسيقى بلاد الشام. وتمتاز الموسيقى التي يؤلفها الفلسطينيون بأنها تستعمل الفولكلور كأساس لبناء هذه المؤلفات، مما يمنحها خصوصية فريدة. فضلاً عن ذلك، فإن العديد من الموسيقيين الفلسطينيين ألَّفوا قطعاً موسيقية باستعمال أنواع وقوالب موسيقية عالمية تأثّرت بها فلسطين عبر القرن العشرين، مما شكل تنوعاً وخليطاً موسيقيَّاً مميّزَاً.

## الموسيقى ما قبل النكبة
مع بداية القرن العشرين، يروي واصف جوهرية في مذكراته، عن حياة موسيقية متطورة وذات حداثة في ظل الدولة العثمانية ولاحقاً تحت الانتداب البريطاني. أن فلسطين كانت ممراً مهماً للموسيقيين المتنقلين من مصر إلى بلاد الشام وبالعكس، وكانوا يقدّمون الحفلات في القدس ويافا ومدن فلسطينية أخرى ويؤثرون على الموسيقيين فيها. وأُنشئ العديد من المدارس المسيحية التبشيرية التي جاءت بالموسيقى الكلاسيكية الغربية وبعلم كتابة النوتة الموسيقية لفلسطين، وهو ما أتاح المجال للتأليف الموسيقي. وقد كان الرهبان الفرنسيسكان مِن أوائل مَن علّموا الموسيقى للفلسطينيين، وكان الهدف تحضيرهم للعزف في الخدمة الكنسية. وكان أوغستين لاما من أوائل من تعلموا على يد هؤلاء الرهبان الذي قام بدوره بتعليم الموسيقى لسلفادور عرنيطة ويوسف خاشو. وقد ألّف لاما العديد من المقطوعات الموسيقية معظمها كنسيّة. أما عرنيطة، الذي أكمل دراساته الموسيقية في إيطاليا، فقد كان له دور مهم في نشر الموسيقى الكلاسيكية في فلسطين.
ثمّة عامل آخر مهم في المشهد الموسيقي في عهد الانتداب البريطاني على فلسطين هو تأسيس إذاعة فلسطين سنة 1936 وبثّ برامجها من القدس، وسرعان ما أصبحت هذه الإذاعة البريطانية تجتذب الموسيقيين الفلسطينيين والموسيقيين من الأقطار العربية من أجل بث أعمالهم أو تسجيلها. والجدير بالذكر أن الموسيقيين في معظمهم ما كانوا يقرأون في ذلك الوقت النوتة الموسيقية، لكنهم كانوا يتداولون الموسيقى بالطريقة التقليدية الشفوية. وقد برز في هذه الفترة الملحن يوسف البتروني الذي أوكلت له مهمة تعليم الموسيقيين الآخرين النوتة الموسيقية على الأسس الغربية. وكان من أهم الموسيقيين الذين برزوا في ذلك الوقت روحي الخماش، ومحمد غازي، ويحيى اللبابيدي الذي أدار قسم الموسيقى العربية في إذاعة فلسطين، ويحيى السعودي، ورياض البندك، وكان جميع هؤلاء يؤلفون الموسيقى على النمط العربي التقليدي من قصائد وموشحات.

## الموسيقى بعد النكبة
بعد نكبة سنة 1948، تهجّر الكثير من الموسيقيين الفلسطينيين، فذهب روحي الخماش إلى العراق، ورياض البندك إلى سوريا ثم إلى مصر، وغازي وعرنيطة إلى لبنان، وانتقلت إذاعة فلسطين إلى قبرص مما أفقد القدس هذا الدور المركزي الذي لعبته في الموسيقى العربية خلال اثني عشر عاماً سبقت النكبة. أما القلة التي بقيت في فلسطين عادوا إلى تأليف الموسيقى من خلال كلية بيرزيت التي لعبت دوراً موسيقياً هاماً في تلك المرحلة من خلال الموسيقيين يوسف البتروني، وريما ناصر ترزي، وأمين ناصر، فشكّل هذا الثلاثي حالة مميزة من التأليف الموسيقي للأناشيد الوطنية. وكان لوجود كمال ناصر في بيرزيت وإنتاجه أهمية في رفد هؤلاء الملحنين بالأشعار الوطنية.

## الموسيقى بعد النكسة
بعد سنة 1967 واحتلال إسرائيل لباقي فلسطين، كان هناك تغيّر كبير في نوع الانتاج الموسيقي الفلسطيني، وبرز ما يعرف بالأغنية الملتزمة التي جاءت كإضافة للأناشيد، ومنها تجربة فرقة البراعم للموسيقي مصطفى الكرد في بداية سبعينيات القرن العشرين. وفي سوريا أسست منظمة التحرير الفلسطينية فرقة رسمية تابعة لها، وهي فرقة العاشقين. وكان للموسيقي المقدسي حسين نازك الدور الأهم في رفد الفرقة بالألحان. وكانت كلمات الشاعر أحمد دحبور ملازمة للفرقة. ثم جاء حسين نازك الذي استعمل الموسيقى الشعبية الفلسطينية مع موسيقى عربية تقليدية فأخرج نتاجاً موسيقياً ذا شخصية خاصة. كما برز في الشتات أبو عرب، ومهدي أبو سردانة كملحن رئيسي لإذاعة الثورة التي كانت تبث باسم منظمة التحرير من القاهرة.
وفي بداية الثمانينيات ظهرت فرقة صابرين بملحنها سعيد مراد ومغنيتها كميليا جبران، وكان الشاعر حسين البرغوثي مزوداً أساسياً لصابرين بكلمات الأغاني. وقد استمرت هذه التجربة إلى أن انفصلت جبران عن الفرقة سنة 2002. أما فرفة الفنون الشعبية الفلسطينية وموسيقى سهيل خوري الذي استفاد من تعلّمه الموسيقي في استلهام التراث الشعبي وتطويعه في الموسيقى المختلفة، كما برز في رام الله كل من وليد عبد السلام وجميل السائح بأغانيهما الشعبية.

## الموسيقى زمن الإنتفاضة الأولى
لم تأتِ الانتفاضة الأولى التي انطلقت في أواخر سنة 1987 بإنتاجات موسيقية جديدة، وعلى الرغم من ذلك تركت هذه الثورة الشعبية أثرها لدى الموسيقيين الفلسطينيين الذين شعروا بالحاجة للبدء ببناء مقومات الدولة الحرة. ومن هنا بدأت في سنة 1991 التحضيرات لتأسيس أول معهد موسيقي في فلسطين، الذي تم افتتاحه سنة 1993 تحت اسم المعهد الوطني للموسيقى، وقد احتضنت جامعة بيرزيت المعهد الجديد الذي أصبح اسمه لاحقاً معهد إدوارد سعيد الوطني للموسيقى. وتبع إنشاء المعهد الوطني تأسيس مجموعة من المدارس الموسيقية، ومن أهمها معهد المانيفيكات في القدس التابع للرهبنة الفرنسيسكانية، ومؤسسة الكمنجاتي في رام الله وبيت الموسيقى في شفا عمرو.